# Jan Martszen il Giovane

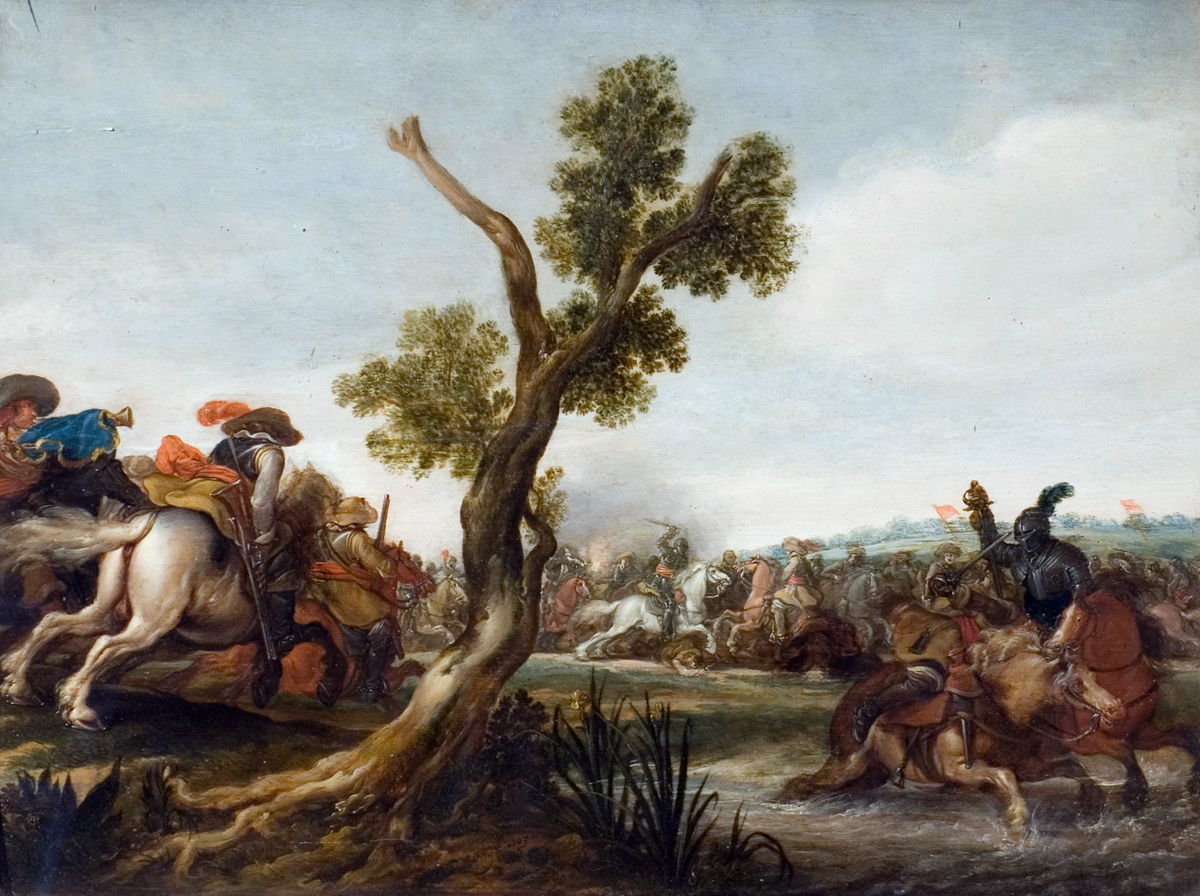
Scena di battaglia

Jan Martszen, o Martsen il Giovane (de Jonge) (Haarlem, 1609 – dopo il 1647 o tra il 1647 e il 1667), è stato un pittore e incisore olandese del secolo d'oro, specializzato in pittura di battaglie.

## Biografia
Era figlio di Jacobus Martens (1579/1580-1647), che fu il suo primo insegnante, e nipote di Esaias van de Velde, che proseguì la sua istruzione nell'arte della pittura e che ne influenzò particolarmente lo stile.
Nel 1626 probabilmente si trasferì a L'Aia con il padre. Fu attivo a partire dal 1632 o dal 1628 e fino al 1641, periodo per il quale esistono opere datate. Probabilmente alcune sue opere, nel periodo 1628-1629, risultano sotto il nome del padre, perciò successivamente firmò i suoi dipinti con JM D.Jonge. Questo suo comportamento portò a supporre l'esistenza di un altro pittore M.de Jong.
Nel 1629 ritornò a Haarlem, dove operò fino al 1645.
Il 26 novembre 1633 si sposò con Philipina Torel di Amsterdam. Dal 1633 al 1638 fu attivo in Amsterdam. Lavorò anche a Delft.
Tra le sue opere più rappresentative vi sono: 2 battaglie dalla collezione Sydervelt (Amsterdam, 1766), di forte impatto, il Ritratto di Federico Enrico d'Orange, a cavallo all'assedio della città di Grol, reso in modo dettagliato e vigoroso, con la collaborazione di Michiel van Mierevelt.
Altra sua opera degna di nota è La battaglia di Lützen. Altre scene di battaglie si trovano oggigiorno a Vienna e a Riga.
Martszen fu anche un noto incisore: tra le sue realizzazioni vi è la Cavalcata in occasione dell'ingresso di Maria de' Medici ad Amsterdam.
Oltre a scene di battaglie, eseguì anche ritratti, dipinse animali, in particolare cavalli, e paesaggi. Collaborò con Bartholomeus van Bassen aggiungendo le figure in un suo dipinto rappresentante l'interno di una chiesa.
Fu suo allievo Jan Asselyn.

## Opere

### Dipinti
- Battaglie, due tele[3]
- Ritratto di Federico Enrico d'Orange, a cavallo all'assedio della città di Grol[3]
- La battaglia di Lützen[3]
- Scena di battaglia, Kunsthistorisches Museum, Vienna[2]
- Scena di battaglia, Museum of Foreign Art, Riga[2]
- Guarnigione spagnola che lascia Het Huys te Gennep il 29 luglio 1641 per Venlo, su 6 fogli, penna e inchiostro e acquerello con gesso, 19 x 119,8 cm[5]
- Esteso paesaggio con battaglia di cavalleria e oltre cavalieri pesantemente armati, olio su tela, 97,6 x 155 cm, firmato in basso a destra indistintamente[6]

### Incisioni
- Cavalcata in occasione dell'ingresso di Maria de' Medici ad Amsterdam[3]
- Serie di 8 stampe riproducenti battaglie equestri e cavalieri a cavallo[7]